# Paralelo 42 N
O Paralelo 42 N é o paralelo no 42° grau a norte do plano equatorial terrestre.
Começando pelo Meridiano de Greenwich e tomando a direção leste, o paralelo 42° Norte passa por:
| País, território ou mar | Notas |
| ----------------------- | --- |
| Espanha                 | Aragão Catalunha |
| Mar Mediterrâneo        | |
| França                  | Córsega |
| Mar Mediterrâneo        | Mar Tirreno |
| Itália                  | |
| Mar Adriático           | |
| Montenegro              | |
| Albânia                 | |
| Kosovo                  | Território reivindicado pela Sérvia |
| Macedônia do Norte      | |
| Bulgária                | |
| Turquia                 | |
| Bulgária                | |
| Mar Negro               | |
| Turquia                 | |
| Mar Negro               | |
| Geórgia                 | |
| Rússia                  | Daguestão |
| Mar Cáspio              | |
| Cazaquistão             | |
| Turquemenistão          | |
| Cazaquistão             | |
| Uzbequistão             | |
| Turquemenistão          | |
| Uzbequistão             | |
| Cazaquistão             | |
| Uzbequistão             | |
| Quirguistão             | |
| China                   | |
| Mongólia                | |
| China                   | |
| Coreia do Norte         | |
| Mar do Japão            | |
| Japão                   | Ilha de Hokkaidō |
| Oceano Pacífico         | |
| Estados Unidos          | fronteira Oregon / Califórnia fronteira Oregon / Nevada fronteira Idaho / Nevada fronteira Idaho / Utah Wyoming Nebraska Iowa Illinois                                   |
| Lago Michigan           | |
| Estados Unidos          | Michigan |
| Lago Erie               | |
| Canadá                  | Ontário |
| Lago Erie               | |
| Estados Unidos          | Pensilvânia Fronteira Nova Iorque-Pensilvânia nos Twin Tiers Nova Iorque Connecticut Rhode Island Massachusetts                                                          |
| Oceano Atlântico        | |
| Espanha                 | Galiza |
| Portugal                | Distrito de Viana do Castelo |
| Espanha                 | Galiza Castela e Leão La Rioja (cerca de 1 km) Castela e Leão (cerca de 6,5 km) La Rioja (cerca de 1,5 km) Castela e Leão La Rioja Aragão (cerca de 1 km) Navarra Aragão |